# Bertrand Lacombe

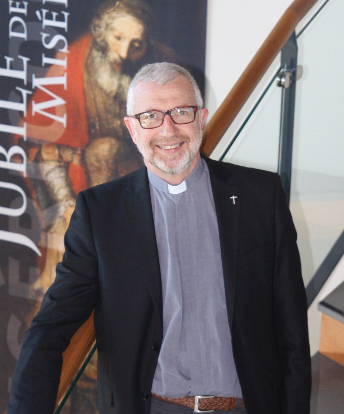
Bertrand Lacombe

Bertrand Didier Marie Joseph Lacombe (* 5. November 1966 in Montpellier, Frankreich) ist ein französischer Geistlicher und römisch-katholischer Erzbischof von Auch.

## Leben
Bertrand Lacombe studierte zunächst an der Universität Montpellier Wirtschaftswissenschaften und schloss seine Studien mit dem Lizenziat ab. Nach dem Militärdienst arbeitete er einige Jahre als Arbeitsberater in Paris und trat 1995 in das interdiözesane Priesterseminar in Avignon ein. Er setzte seine Studien am Universitätsseminar in Lyon fort und erwarb das Lizenziat in Theologie am Katholischen Institut in Lyon. Am 24. Juni 2001 spendete ihm Bischof Jean-Pierre Ricard das Sakrament der Priesterweihe für das Bistum Montpellier.
Neben verschiedenen Aufgaben in der Pfarrseelsorge und im Schuldienst war er zeitweise in der Priesterausbildung am Priesterseminar in Toulouse tätig. Von 2009 bis 2015 war er Nationalseelsorger für die Wölflinge des französischen PfadfinderVerbandes Scouts et Guides de France. Von 2011 bis 2016 war er Generalvikar des Erzbistums Montpellier.
Am 14. April 2016 ernannte ihn Papst Franziskus zum Titularbischof von Saint Papoul und zum Weihbischof in Bordeaux. Die Bischofsweihe spendete ihm der Erzbischof von Bordeaux, Jean-Pierre Kardinal Ricard, am 12. Juni desselben Jahres. Mitkonsekratoren waren der Erzbischof von Montpellier, Pierre-Marie Carré, und Weihbischof Claude-Joseph Azéma aus Montpellier.
Am 22. Oktober 2020 ernannte ihn Papst Franziskus zum Erzbischof von Auch. Die Amtseinführung fand am 22. November desselben Jahres statt. Vom 1. Oktober 2022 bis zum 15. Januar 2023 verwaltete er zusätzlich das vakante Bistum Montauban als Apostolischer Administrator.